# Пампук-Кая
Пампук-Кая — развалины укреплённого поселения X—XIII века, впоследствии — монастыря XIV—XV века (в VI—IX веке существовало, как открытое поселение). Расположены на скале-мысе Кильсе-Бурун одноимённой горы, обрывающимся на востоке в долину Бельбека, в 1,5 км к западу от села Нижняя Голубинка. Решениями Крымского облисполкома № 16 от 15 января 1980 года и № 688 от 20 февраля 1990 года руины оборонительных стен и культовой, жилой и хозяйственной застройки VIII—XV века укрепления Пампук-Кая объявлены историческим памятником регионального значения.

## Описание

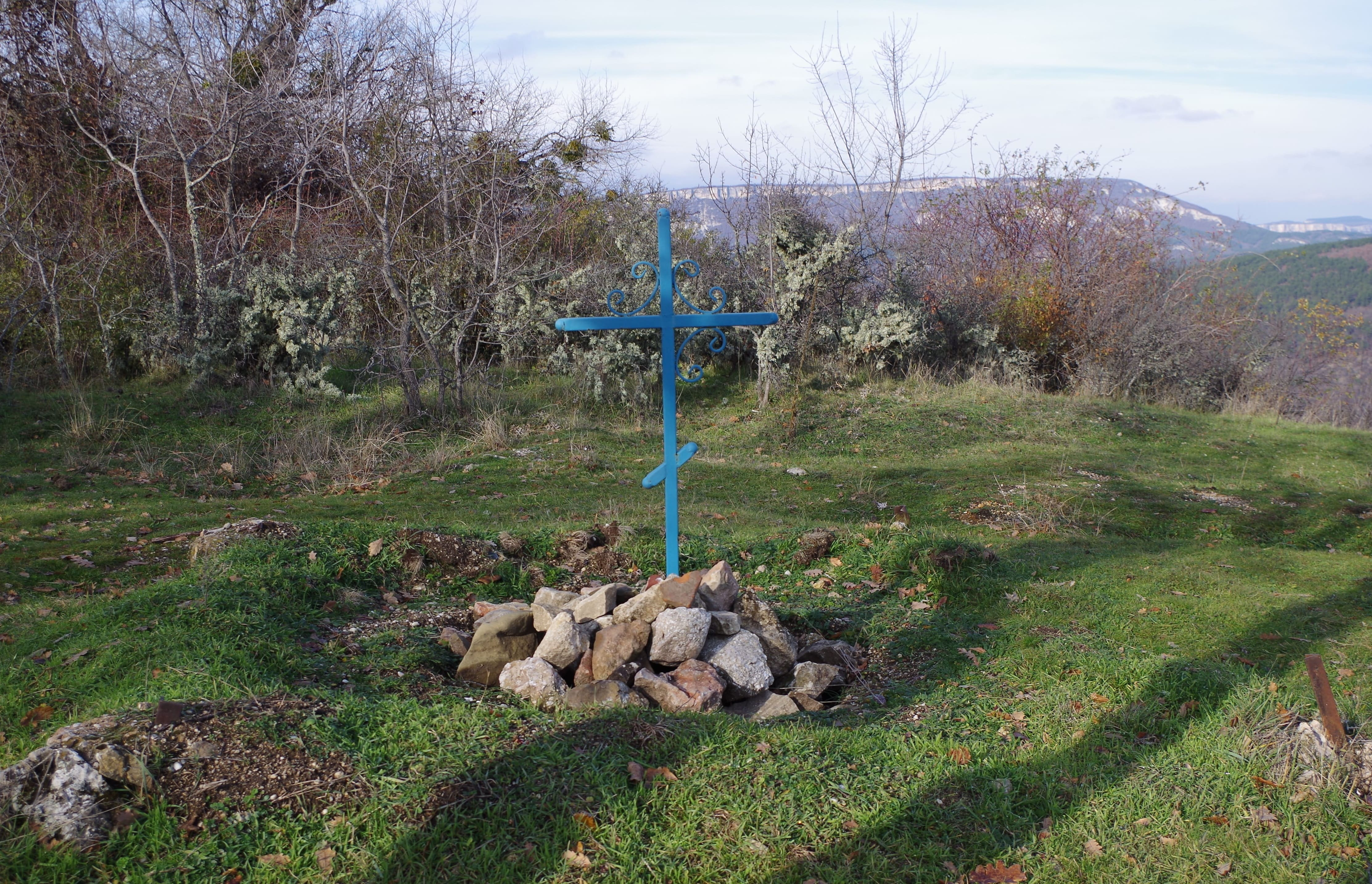
Вершина Пампук-Каи

Юго-восточная и северная сторона укрепления были заграждены стенами (двухпанцирная на глине с забутовкой, длиной около 100 м, толщиной 2 м, сохранились на высоту 0,4—1,1 м), северная часть укрепления была отгорожена ещё одной 40 метровой стеной, отделяющей цитадель (площадь укрепления 0,57 гектара, из них 0,19 гектара — цитадель). Протяжённость исара с северо-запада на юго-восток 124 м и с юго-запада на северо-восток — 53 м.
Судя по подъёмному материалу, поселение на Пампук-Кая существовало с VI века, тогда же был построен храм, перестроенный в VIII (или XI) веке в трёхапсидный. Храм, размерами 11,4 м на 10,45 м, был сложен из довольно крупных камней, подтёсанных с одной стороны, двухпанцирной кладкой с забутовкой на известковом растворе, толщина стен от 65 до 72 см, углы сложены из штучных камней, с черепичной кровлей (черепица, судя по клеймам, была привозной из Херсонеса). Храм, по мнению А. Л. Якобсона, прекратил существование в XIII веке. В результате археологических раскопок 1980 года под руководством Виктора Мыца были получены материалы о жизни укрепления до XV века: были исследованы оборонительные сооружения, жилые и хозяйственные постройки. Хронологические рамки жизни исара были уточнены на период с X по XV век, появилось мнение о существовании в XIV—XV веке укреплённого монастыря, разведано место предшествующего открытого поселения.
Первое сообщение о руинах, как «крепости в Албате», оставил К. Э. Келлер в 1821 году, упоминали укрепление Николай Иванович Репников в «Материалах к археологической карте юго-западного нагорья Крыма» 1940 года и Евгений Веймарн в статье 1958 года. Обследования и раскопки производились в 1956 году О. И. Домбровским, в 1961—1962 годах — Анатолием Якобсоном и в 1980 году Виктором Мыцом.